# Jamie Selkirk
James William Arthur „Jamie“ Selkirk ist ein neuseeländischer Filmeditor und Filmproduzent, der vor allem durch seine langjährige Zusammenarbeit mit Regisseur Peter Jackson bekannt wurde.
Für den Schnitt von Jacksons Film Der Herr der Ringe: Die Rückkehr des Königs wurde er 2004 mit einem Oscar ausgezeichnet.

## Leben
Selkirk wuchs in der Kleinstadt Masterton auf. Zunächst strebte er eine Karriere als Stock agent in der Landwirtschaft an, da sein Bruder eine Farm betrieb.
Ab 1966 war er bei der New Zealand Broadcasting Corporation (NZBC) als Kabelhilfe und später als Kameramann beschäftigt. Nach einem Autounfall, der seine Beweglichkeit stark beeinträchtigt hatte, wechselte er zum Filmschnitt. Ende der 1970er Jahre gründete Selkirk mit einem anderen NZBC-Editor das Postproduktions-Unternehmen Mr Chopper. Nach dem Schnitt vieler Werbespots und Videoclips folgten erste Arbeiten für Film- und Fernsehproduktionen. Die New Zealand Film Commission beauftragte Selkirk und seinen Kollegen Tony Hiles im September 1986 damit, das Material für den Film Bad Taste des Regiedebütanten Peter Jackson zu bewerten. Selkirk und Hiles waren von Jacksons Arbeit beeindruckt und empfahlen der Commission, den Film finanziell zu unterstützen. Im Gegenzug musste Jackson Selkirk und Hiles als Berater engagieren. Jackson und Selkirk schnitten den Film dann gemeinsam.
Danach übernahm Selkirk auch bei Jacksons nächsten Filmen Meet the Feebles, Braindead, Heavenly Creatures und The Frighteners den Schnitt. Für Heavenly Creatures wurde er 1995 bei den New Zealand film and television awards für den Besten Schnitt ausgezeichnet.
Seit Braindead übernahm Selkirk zunehmend auch Produktionsaufgaben, zunächst als Associate Producer, später bei The Frighteners als Produzent. 1994 gründeten Jackson und Selkirk gemeinsam mit Richard Taylor, Tania Rodger, George Port und Jim Booth das Special-Effect-Unternehmen Weta.
Als Jackson mit der Arbeit an der Filmtrilogie Der Herr der Ringe begann, verpflichtete er Selkirk als Supervising Editor und Co-Producer. Beim dritten Teil Der Herr der Ringe: Die Rückkehr des Königs übernahm Selkirk hauptverantwortlich den Schnitt des Films, während Annie Collins als Additional Editor fungierte. Für diese Arbeit wurde Selkirk 2004 mit dem Oscar in der Kategorie Bester Schnitt ausgezeichnet. Außerdem erhielt er einen Eddie Award der American Cinema Editors.
Seine letzte Zusammenarbeit mit Jackson war 2005 King Kong. Danach zog sich Selkirk zunehmend aus der Schnitt-Arbeit zurück. Bei Weta ist er noch als Betriebsleiter der Camperdown und Stone Street Studios tätig. Außerdem unterstützt er jüngere Filmemacher bei deren ersten Produktionen. So fungierte Selkirk als Executive Producer der Filme Predicament (2010), Good for Nothing (2011) und Romeo and Juliet: A Love Song (2013).
Selkirk betreibt mit seiner Frau Ann sowie weiteren Partnern in Wellington seit dem Jahr 2011 das Premium-Kino The Roxy Cinema.

## Filmografie (Auswahl)
Editor
- 1973: Richard John Seddon: Premier (Fernsehfilm)
- 1975–1976: Winners and Losers (Fernsehserie, 3 Episoden)
- 1977: The Governor (Miniserie, 2 Episoden)
- 1980: Squeeze
- 1980: The Mad Dog Gang Spooks Wilkie, Wink Wink and the Wobbler (Fernsehfilm)
- 1980: A Woman of Good Character
- 1982: Hang on a Minute Mate! (Fernsehfilm)
- 1983: It's Lizzie to Those Close (Fernsehfilm)
- 1984: Jonasi und die Schildkröte (The Silent One)
- 1985: Should I Be Good?
- 1985: Lie of the Land
- 1987: Bad Taste
- 1989: Meet the Feebles
- 1990: Bradburys Gruselkabinett (The Ray Bradbury Theater, Fernsehserie, 5 Episoden)
- 1991: Old Scores
- 1992: Braindead
- 1993: Typhon's People (Fernsehfilm)
- 1994: Heavenly Creatures
- 1996: The Frighteners
- 1996: Der Überflieger (Jack Brown Genius)
- 2003: Der Herr der Ringe: Die Rückkehr des Königs (The Lord of the Rings: The Return of the King)
- 2005: King Kong
- 2017: Shelter (Kurzfilm)

Supervising Editor
- 2001: Der Herr der Ringe: Die Gefährten (The Lord of the Rings: The Fellowship of the Ring)
- 2002: Der Herr der Ringe: Die zwei Türme (The Lord of the Rings: The Two Towers)

Producer
- 1996: The Frighteners
- 1998: Larger Than Life (Kurzfilm)

Co-Producer
- 2001: Der Herr der Ringe: Die Gefährten (The Lord of the Rings: The Fellowship of the Ring)
- 2002: Der Herr der Ringe: Die zwei Türme (The Lord of the Rings: The Two Towers)
- 2003: Der Herr der Ringe: Die Rückkehr des Königs (The Lord of the Rings: The Return of the King)
- 2003: The Long and Short of It (Kurzfilm)